# لانه‌کن سرسیاه
تروگون سرسیاه (نام علمی: Trogon melanocephalus) نام یک گونه از تیره تروگون است.